# Мещеряковка
Мещеряко́вка (рос. Мещеряковка) — село у складі Соль-Ілецького міського округу Оренбурзької області, Росія.

## Населення
Населення — 352 особи (2010; 448 у 2002).
Національний склад (станом на 2002 рік):
- росіяни — 38 %